# جارکند، قزاقستان
جارکند (یارکند) (به قزاقی:Жаркент) یک شهر در قزاقستان است که در استان آلماتی واقع شده‌است.

## خصوصیات
ژارکند  ۳۳٬۳۵۰ نفر جمعیت دارد.